# Свезнање (пројекат)
Пројекат Свезнање је покренула група младих људи чији је мото: „Слободно знање доступно свима“. Они се залажу да људско знање (из свих области) буде слободно, бесплатно и доступно свима. Желе да пруже прилику свима да објаве свој рад (семинарски, научни, истраживачки, матурски, дипломски, и др), и да на тај начин омогуће другима да дођу до новог знања или да постојеће прошире.

## Историја
Пројекат Свезнање је покренут у октобру 2008. године како би се популарисало слободно знање и уједно сабрало на једно место што више радова људи који су спремни да своје знање поделе са другима. 
До сада је сакупљено више десетина радова, а број се свакодневно повећава.

## Лиценце
Лиценце под којима се објављују радови су:
- Кријејтив комонс лиценце[1]
- ГНУ-ова Лиценца за слободну документацију[2]
- Open Publication License[3]